# Olympische Sommerspiele 1992/Reiten
Bei den XXV. Olympischen Spielen 1992 in Barcelona wurden sechs Wettbewerbe im Reiten im Real Club de Polo de Barcelona ausgetragen.

## Dressur

### Einzel
| Platz | Land | Reiter und Pferd                | Punkte |
| ----- | ---- | ------------------------------- | ------ |
| 1     | GER  | Nicole Uphoff „Rembrandt“       | 1626   |
| 2     | GER  | Isabell Werth auf „Gigolo FRH“  | 1551   |
| 3     | GER  | Klaus Balkenhol auf „Goldstern“ | 1515   |

Finale am 5. August

### Mannschaft
| Platz | Land | Reiter und Pferde | Punkte |
| ----- | ---- | --- | ------ |
| 1     | GER  | Klaus Balkenhol auf „Goldstern“ Monica Theodorescu auf „Grunox“ Nicole Uphoff auf „Rembrandt“ Isabell Werth auf „Gigolo FRH“ | 5224   |
| 2     | NED  | Tineke Bartels auf „Barbria“ Ellen Bontje auf „Larius“ Annemarie Sanders auf „Montreux“ Anky van Grunsven auf „Bonfire“      | 4742   |
| 3     | USA  | Charlotte Bredahl auf „Monsieur“ Robert Dover auf „Lectron“ Carol Lavell auf „Gifted“ Michael Poulin auf „Graf George“       | 4643   |

2. August

## Springreiten

### Einzel
| Platz | Land | Reiter und Pferd                | Fehler / Zeit |
| ----- | ---- | ------------------------------- | ------------- |
| 1     | GER  | Ludger Beerbaum „Classic Touch“ | 0 Fehler      |
| 2     | NED  | Piet Raijmakers „Ratina Z“      | 0,25 Fehler   |
| 3     | USA  | Norman Dello Joio auf „Irish“   | 4,75 Fehler   |

Finale am 9. August

### Mannschaft
| Platz | Land | Reiter und Pferde | Fehlerpunkte |
| ----- | ---- | --- | ------------ |
| 1     | NED  | Jos Lansink auf „Egano“ Piet Raijmakers auf „Ratina Z“ Bert Romp auf „Waldo E“ Jan Tops auf „Top Gun“                      | 12           |
| 2     | AUT  | Boris Boor auf „Love Me Tender“ Thomas Frühmann auf „Genius“ Jörg Münzner auf „Graf Grande“ Hugo Simon auf „Apricot D“     | 16,75        |
| 3     | FRA  | Hubert Bourdy auf „Razzia“ Hervé Godignon auf „Quidam de Revel“ Éric Navet auf „Quito de Baussy“ Michel Robert auf „Nonix“ | 24,75        |

4. August

## Vielseitigkeit

### Einzel
| Platz | Land | Reiter und Pferd                 | Strafpunkte |
| ----- | ---- | -------------------------------- | ----------- |
| 1     | AUS  | Matthew Ryan auf „Kibah Tic Tac“ | 70,0        |
| 2     | GER  | Herbert Blöcker auf „Feine Dame“ | 81,3        |
| 3     | NZL  | Blyth Tait auf „Messiah“         | 87,6        |

28. bis 30. Juli

### Mannschaft
| Platz | Land | Reiter und Pferde | Strafpunkte |
| ----- | ---- | --- | ----------- |
| 1     | AUS  | David Green auf „Duncan II“ Andrew Hoy auf „Kiwi“ Gillian Rolton auf „Peppermint Grove“ Matthew Ryan auf „Kibah Tic Toc“       | 288,6       |
| 2     | NZL  | Victoria Latta auf „Chief“ Andrew Nicholson auf „Spinning Rhombus“ Blyth Tait auf „Messiah“ Mark Todd auf „Welton Greylag“     | 290,8       |
| 3     | GER  | Matthias Baumann auf „Alabaster“ Herbert Blöcker auf „Feine Dame“ Ralf Ehrenbrink auf „Kildare II“ Cord Mysegaes auf „Ricardo“ | 300,3       |

28. bis 30. Juli